# William Louis Abbott
Pour les articles homonymes, voir William Abbott et Abbott.
William Louis Abbott est un naturaliste et un collectionneur américain, né le 23 février 1860 à Philadelphie et mort le 2 avril 1936 à North East (Pennsylvanie).

## Biographie
Il est le fils de Redman et de Susan F. Abbott. Il fait des études à l'université d'État de Pennsylvanie où il obtient son Bachelor of Arts en 1881 et un titre de docteur en médecine en 1884. Il poursuit ses études à Londres au Guy’s Hospital et est diplômé aux Royal College of Physicians et Royal College of Surgeons of England.
Aisé financièrement et comme la recherche scientifique de terrain l'intéresse plus que l'exercice de la médecine, il fait de nombreux voyages. En 1880, il est dans l’Iowa et le Dakota du Nord, en 1883, il est à Cuba et Saint-Domingue. Il part, en décembre 1887, dans l'est de l'Afrique avec Otto Ehlers où il passe deux ans à explorer la région du Kilimandjaro. Il constitue une vaste collection d'oiseaux et de grands animaux. À son retour en janvier 1890, il présente ses collections au National Museum of Natural History (auquel il les léguera plus tard).
En 1890, 1892 et 1894, il visite l'archipel des Seychelles et Madagascar. De 1891 à 1895, il visite aussi l'Asie et notamment le Cachemire, le Turkestan et le Ladakh. Il est l'un des premiers naturalistes européens à explorer ces contrées. En 1897, il visite le royaume de Siam, Sumatra et Bornéo. Il passe les dix années suivantes à sillonner, à bord de son propre bateau, le Terrapin, les côtes du Siam et la mer de Chine méridionale. Abbott réalise aussi de nombreuses observations et illustrations sur les peuples qu’il visite durant ses voyages.
Durant ses dernières années, il s'intéresse particulièrement aux petits mammifères, jusque-là souvent négligés. Il constitue, toujours pour le Smithsonian de Washington D.C., l'une des meilleures collections du monde.
Durant la Première Guerre mondiale, il offre ses services comme chirurgien à plusieurs pays alliés, mais son grand âge le contraint à retourner aux États-Unis. De 1916 à 1923, il fait de nombreuses expéditions à Saint-Domingue et à Haïti. Il prend finalement sa retraite dans le Maryland.
Abbott est l'un des plus grands naturalistes de terrain des États-Unis. Il a découvert de très nombreuses espèces d'oiseaux et de mammifères.
Plusieurs espèces d'oiseaux lui ont été dédiées :
- Akalat d'Abbott (Malacocincla abbotti) par Edward Blyth (1810-1873) ;
- Fou d'Abbott (Papasula abbotti) par Robert Ridgway (1850-1929) ;
- Échenilleur d'Abbott (Coracina abbotti) par Joseph Harvey Riley (1873-1941).